# スマートスピーカー

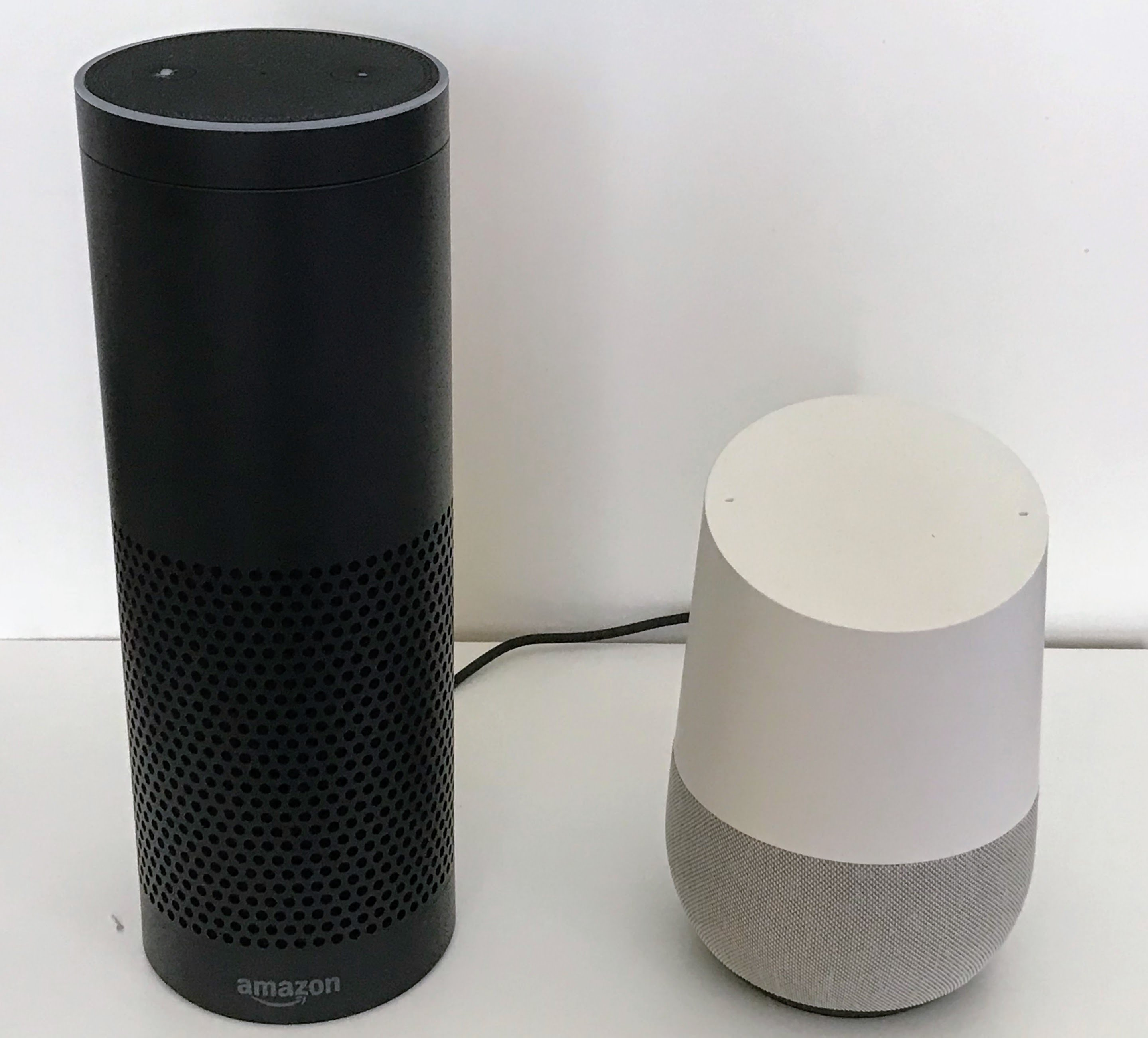
スマートスピーカー

スマートスピーカー（英: Smart Speaker）とは、対話型の音声操作に対応したAIアシスタント機能を持つスピーカー。内蔵されているマイクで音声を認識し、情報の検索や連携家電の操作を行う。日本ではAIスピーカーとも呼ばれる。

## 概要
スピーカーとしての発話や音楽再生などのほか、マイクを内蔵して音声認識による入力デバイスとして機能する。これにより、これまでPCやスマートフォンなどの端末から行っていたキーやタッチによる入力操作を音声で補完することができる。したがって家庭内音声の「収音装置」としての側面も指摘されている。
スピーカーはWi-Fi、Bluetooth等の無線通信を経由してスピーカーメーカが提供するAIアシスタントのサーバとPeer to Peerのネットワークを形成している。サーバ側では自然言語処理された音声認識結果をディープラーニングによって応答の最適解を常に機械学習しており、そのときの最適解をタスクの実行や発話で入力を行ったスピーカーから応答する。
実行するタスクには、サーバにインターネットで接続しているさまざまなプラットフォーム上のサービスが利用できるが、近年のAIアシスタントはGPGPUやHBM、サーバ間の高速通信等の技術革新で多層ニューラルネットワークの学習効率向上がめざましく、より的確なサービスの選択が可能になった。特に、インターネットに接続された家電の操作や、無線リモコンの代替操作を音声で行うホームオートメーションや、自動車の車載機に搭載しての制御などにも注目が集まっている。

## 歴史
2014年にAmazon.comが「Amazon Echo」を発売したのを皮切りに、複数の大手IT企業が自社の音声アシスタントを搭載した独自のスマートスピーカーの発売を発表するなど競争が激化していることもあり、一部ではスマートスピーカーは「スマートフォンの次」と目されていた。
日本では2017年秋頃から本格的に普及しはじめた。半年後の2018年の市場調査では、スマートスピーカーの日本での普及率は1割弱に達している。また、購入者はスマートスピーカーの利用頻度が高く単なるガジェット好きではないことや、購入者のスマートフォンの使用頻度は実際に低下していることなども示された。
当初は、スピーカータイプの商品が主流であったが、2017年6月に発売されたAmazonの「Echo Show」シリーズのような液晶モニター付きのタイプの商品が、ジワジワとシェアを広げている。

## 市場
2017年5月発表のeMarketerの調査によると、アメリカ合衆国でのスマートスピーカーの市場シェアはAmazonの「Amazon Echo」が全体の70.6%を占め首位に立ち、Googleの「Google Home」が23.8%で2位につけている。同調査ではまた、月に一度はスマートスピーカーを使用するアメリカ国民は、3560万人(前年比128.9%増)に上った。

## 主なスマートスピーカー
2017年11月現在のもの。
Amazon Echo
Amazon製。AIアシスタント は「Alexa」を使用。IFTTT連携可。
Google Home
Google製。AIアシスタントは「Google アシスタント」を使用。IFTTT連携可。
HomePod
Apple製。AIアシスタントは「Siri」を使用。
Clova WAVE
LINE製。AIアシスタント は「Clova」を使用。IFTTT連携可。
Invoke
Microsoft製。AIアシスタントは「Cortana」を使用。日本では未サービスイン。